# Rip Torn
Rip Torn (născut Elmore Rual Torn Jr.; n. 6 februarie 1931, Temple⁠(d), Texas, SUA – d. 9 iulie 2019, Lakeville⁠(d), Salisbury⁠(d), Connecticut, SUA) a fost un actor american de film.

## Filmografie selectivă
- 1956 Baby Doll (Baby Doll), regia Elia Kazan
- 1957 Un chip în mulțime (A Face in the Crowd), regia Elia Kazan
- 1957 Time Limit (Time Limit), regia Karl Malden
- 1959 38º parallelo: missione compiuta (Pork Chop Hill), regia Lewis Milestone
- 1961 Regele regilor (King of Kings), regia Nicholas Ray
- 1962 Dulcea pasăre a tinereții (Sweet Bird of Youth), regia Richard Brooks
- 1962 Hero's Island, regia Leslie Stevens
- 1963 Critic's Choice (Critic's Choice), regia Don Weis
- 1965 Cincinnati Kid (The Cincinnati Kid), regia Norman Jewison
- 1966 You're a Big Boy Now, regia Francis Ford Coppola
- 1974 Crazy Joe, regia Carlo Lizzani
- 1976 Omul care a căzut pe Pământ (The Man Who Fell to Earth), regia Nicolas Roeg
- 1979 La seduzione del potere (The Seduction of Joe Tynan), regia Jerry Schatzberg
- 1982 Un giocatore troppo fortunato (Jinxed!), regia Don Siegel
- 1982 Avionul buclucaș II: Continuarea (Airplane II: The Sequel), regia Ken Finkleman
- 1984 City Heat (City Heat), regia Richard Benjamin
- 1984 Songwriter (Songwriter), regia Alan Rudolph
- 1987 Nadine (Nadine), regia Robert Benton
- 1987 Pedeapsa capitală (Extreme Prejudice), regia Walter Hill
- 1992 Dolly Dearest (Dolly Dearest), regia Maria Lease
- 1992 Beyond the Law (Beyond the Law), regia Larry Ferguson
- 1993 RoboCop 3, regia Fred Dekker
- 1993 Il grande fiume del Nord (Where the Rivers Flow North), regia Jay Craven
- 1995 Cum să faci o pilotă americană (How to Make an American Quilt), regia Jocelyn Moorhouse
- 1995 Operazione Canadian Bacon (Canadian Bacon), regia Michael Moore
- 1996 Invincibilul (Down Periscope), regia David S. Ward
- 1997 Bărbații în negru (Men in Black), regia Barry Sonnenfeld
- 1998 Effetti collaterali (Senseless), regia Penelope Spheeris
- 1998 The Almost Perfect Bank Robbery (The Almost Perfect Bank Robbery), regia David Burton Morris
- 1999 Scandal în industria tutunului (The Insider), regia Michael Mann (cameo)
- 2000 Wonder Boys, regia Curtis Hanson
- 2001 Freddy Got Fingered, regia di Tom Green
- 2002 Bărbații în negru II (Men in Black II), regia Barry Sonnenfeld
- 2006 Maria Antoaneta (Marie Antoinette), regia Sofia Coppola
- 2012 Bărbați în negru 3 (Men in Black 3), regia Barry Sonnenfeld - cameo, (nemenționat)
- 2012 Bridge of Names, regia Elizabeth Foley și Peter J. Hobbs